# Thauron
Thauron é uma comuna francesa na região administrativa da Nova Aquitânia, no departamento de Creuse. Estende-se por uma área de 22,34 km². Em 2010 a comuna tinha 181 habitantes (densidade: 8,1 hab./km²).